# Stelică Morcov
Stelică Morcov, född den 1 november 1951 i Azuga, Rumänien, är en rumänsk brottare som tog OS-brons i lätt tungviktsbrottning i fristilsklassen 1976 i Montréal.